# Квинт Глиций Атилий Агрикола
Квинт Глиций Атилий Агрикола (на латински: Quintus Glitius Atilius Agricola; † 103 г.) е сенатор на Римската империя през края на 1 век и началото на 2 век.

## Биография
Произлиза от фамилията Атилии от Augusta Taurinorum (Торино) и е осиновен от Глиций.
Агрикола е трибун в I Италийски легион в Мизия, квестор при император Веспасиан и претор. По времето на император Домициан e юридически легат в Тараконска Испания. Той става легат в Сирия на VI Железен легион и легат в провинция Белгика.
През септември и октомври 97 г. той е суфектконсул заедно с Луций Помпоний Матерн. През 101/102 г. е легат в Панония и участва във войната на император Траян в Дакия. На 13 януарри 103 г. Траян го прави суфектконсул (II). След това е praefectus urbi на Рим.